# Лебединый Бобрик
Лебединый Бобрик (укр. Лебединий Бобрик; до 2024 года — Московский Бобрик) — село,
Московскобобрицкий сельский совет,
Сумской район,
Сумская область,
Украина.
Код КОАТУУ — 5922986901. Население по переписи 2001 года составляло 909 человек.
Является административным центром Московскобобрицкого сельского совета, в который, кроме того, входят сёла
Берёзов Яр,
Влезки и
Пашкино.

## Географическое положение
Село Московский Бобрик находится в 3-х км от левого берега реки Псёл.
На расстоянии до 3-х км расположены сёла Берёзов Яр и Пашкино.
По селу протекает пересыхающий ручей с запрудой.
Около села большое озеро Журавли.
К селу примыкает большой лесной массив (сосна, дуб).

## История
- Первое письменное упоминание о селе Московский Бобрик относится к 1645 году.

## Экономика
- Возле села Московский Бобрик находится Новотроицкое месторождение газа.
- «Нива», ООО.

## Объекты социальной сферы
- Детский сад.
- Школа.
- Библиотека.

## Религия
- Свято-Троицкий храм.

## Известные уроженцы
- Плетнёв, Дмитрий Дмитриевич (1871—1941) — российский и советский научный деятель и публицист